# Tricae
Tricae é um site de comércio eletrônico especializado na venda de produtos infanto-juvenis, sediado em São Paulo.

## História
A Tricae foi fundada em novembro de 2011 e pertence a Rocket Internet, empresa alemã dos irmãos Marc, Oliver e Alexander Samwer, que se especializaram em replicar na web negócios bem-sucedidos, sendo uma espécie de incubadora de novos negócios digitais.
A empresa conta com aproximadamente 200 funcionários e 300 fornecedores. O escritório do e-commerce fica em São Paulo e seu centro de distribuição está localizado no município de Jundiaí (SP), e tem cerca de 15 mil metros quadrados. Desde 2013 a Tricae é comandada por dois executivos: Juliana Duarte e Wilson Cimino. Antes disso, Gustavo Furtado ocupou essa função por um ano e meio.

## Aplicativos
- iOS (iPhone, iPod Touch e iPad): https://itunes.apple.com/ar/app/tricae/id885241180?mt=8
- Android (Smartphones e Tablets):  https://play.google.com/store/apps/details?id=br.com.tricae&hl=pt_BR

## Glossário
Assuntos do universo infantil foram listados em ordem alfabética e viraram tema de mini-artigos publicados no site. O glossário é atualizado diariamente e qualquer pessoa pode enviar sugestões de temas a serem abordados.